# Namīnjeh
Namīnjeh (persiska: نمینجه) är en ort i Iran.   Den ligger i provinsen Västazarbaijan, i den nordvästra delen av landet, 600 km väster om huvudstaden Teheran. Namīnjeh ligger 1 480 meter över havet och antalet invånare är 420.
Terrängen runt Namīnjeh är varierad.Runt Namīnjeh är det ganska glesbefolkat, med 48 invånare per kvadratkilometer. Närmaste större samhälle är Piranshahr, 12,1 km norr om Namīnjeh. Trakten runt Namīnjeh består till största delen av jordbruksmark.